# Alternativrörelsen
Alternativrörelsen är i sig ingen organisation eller samlad rörelse, utan kan ses som en subkultur eller som en postmodern reaktion i form av en folkrörelse. Det finns inte någon allmänt vedertagen definition på vad alternativrörelsen är och många rörelser har själva kallat sig alternativrörelser.
En del verksamheter som är annorlunda än etablerade former kallar sig alternativrörelser. Det gäller till exempel alternativ medicin, new age religiositet och praktiska alternativ som bostadskollektiv eller alternativ ekologisk odling.
För en del är alternativrörelsen ett samlingsnamn för en typ av organisationer med fokus på att utveckla former för alternativa sätt för växtodling, bostadsbyggande och energiförsörjning. En del alternativrörelser har inslag från utomeuropeiskt tänkande, filosofi, religion liksom hippieromantik.
För många innebär alternativrörelsen istället solidaritetsrörelser och de rörelser för fred och miljö som uppkom framförallt under 1970-talet, till exempel Vietnamrörelsen, Afrikagrupperna, Kvinnor för fred, Framtiden i våra händer och Miljöförbundet/Jordens vänner.

## Svensk alternativrörelse
Alternativrörelsen i Sverige började växa under 1970-talet. Från början var de flesta som engagerade sig ungdomar eller åtminstone unga människor och kan ses som en revolt mot modernitet, kapitalism, konservatism och kanske mot vuxenvärlden. Man startade boende- och produktionskollektiv, inköpskooperativ, spar- och lånekassor med mera. Man ockuperade också hus och mark, organiserade och deltog i demonstrationer till exempel mot kärnkraft eller för bilfria stadskärnor. ”Jordfolket” bildade ”Jordfonden” för att samla folk och medel för att kunna etablera ett alternativt samhälle. 1977 spelades skivan Jordljus – befria marken (samlings-LP, UOSLP02) in och 1978 organiserades Karavanen. Med hästar, traktorer och vagnar färdades man från Skåne till Norrland för att söka ett större markområde – den fria marken. Någon fri mark blev det inte den gången men på flera platser i landet har mindre satsningar gjorts. En fjällägenhet i Jämtland som stått öde i många år ockuperades under fyra år (1978–1982). Moder Jord i Skåne är ett ännu levande exempel. Hur många som idag vill kalla sig, eller som man skulle kunna kalla ”alternativare” är okänt. En del forskning om alternativrörelsen som postmodern reaktion görs.